# Кутепова, Ксения Павловна
Ксе́ния Па́вловна Куте́пова (род. 1 августа 1971, Москва) — советская и российская актриса театра и кино. Заслуженная артистка Российской Федерации (2004). Лауреат Государственной премии Российской Федерации (2001).

## Биография
Родилась 1 августа 1971 года в Москве в один день со своей сестрой-близнецом Полиной.
Вместе с сестрой-близнецом готовилась к артистической карьере с детства. Занималась в театральной студии и киношколе. Снимается в кино с 1981 года. В 1993 году окончила режиссёрский факультет, актёрское отделение ГИТИСа (мастерская Петра Фоменко). С 1993 года актриса Московского театра «Мастерская П. Фоменко».

## Семья
- Муж — Сергей Осипьян (род. 1966), российский режиссёр.
  - Сын — Василий Сергеевич Осипьян (род. 9 мая 2002).
  - Дочь — Лидия Сергеевна Кутепова (род. 15 июня 2005).
- Сестра – Полина Кутепова (род. 1971)

## Основные театральные работы
- «Война и мир. Начало романа» (Княгиня Елизавета Болконская, Соня, Жюли Карагина)
- «Волки и овцы» А. Н. Островского — Анфуса, Мурзавецкая
- «Двенадцатая ночь» Шекспира — Виола, Себастьян
- «Семейное счастие» — Маша
- «Танцы на праздник урожая» — Агнес
- «Три сестры» А. П. Чехова — Ирина

## Фильмография
- 1981 — Василий и Василиса — дочь Вологжиных
- 1981 — Куда он денется! — Ксения Гребенько, дочь Екатерины
- 1984 — Рыжий, честный, влюблённый — Луиза, сестра Людвига
- 1985 — С нами не соскучишься — Ирина
- 1992 — Контрабандист — Русакова
- 1995 — Мелкий бес — Валерия
- 1996 — Агнец божий
- 2001 — С новым счастьем! 2. Поцелуй на морозе — Леночка Куропатова
- 2003 — Прогулка — императрица Елизавета
- 2003 — Убойная сила 5 — следователь Голубева
- 2007 — Путешествие с домашними животными — Наталья
- 2009 — Скоро весна — матушка Екатерина
- 2009 — Кромовъ —  Наталья Тарханова
- 2009 — Дядя из Чикаго (короткометражка) — актриса
- 2010 — Парень с Марса — Лиза Прялкина
- 2010 — Доктор Тырса — Анна Владимировна Колесникова
- 2010 — Явление природы — Алёна
- 2011 — Первый дом
- 2012 — Танец Дели — Алина Павловна (мама Кати)
- 2012 — Без свидетелей — Татьяна, психолог
- 2013 — Три мушкетёра — госпожа Кокнар
- 2015 — Территория — Сергушова
- 2016 — Гастролёры — Нийоле
- 2016 — Балерина — Наталья
- 2016 — Лео и Тиг — ласка Мила (1-26 серии)
- 2017 — Нашла коса на камень — мама Вера
- 2018 — Новый муж — Тамара Волина
- 2018 — Тот, кто читает мысли (Менталист) (серия № 5 «Борьба за наследство») — Кира Петровна Снатская, медиум и духовный наставник Марины Ильясовой
- 2019 — Дылда — Любовь Петровна
- 2019 — Мёртвое озеро — Зинаида Петровна Уточкина
- 2019 — Аванпост — Марина Осмоловская, подполковник ГРУ
- 2019 — Эбигейл — Маргарет Фостер
- 2019 — Доктор Рихтер-3 — Светлана Сергеевна, жена Олега
- 2020 — Аванпост — Марина Осмоловская, подполковник ГРУ
- 2021 — Комета Галлея — Шурочка
- 2021 — Портрет незнакомца — Инна
- 2022 — Amore More — Эля
- 2022 — Конец света — Мария, мать Антихриста
- 2022 — Молодой человек — мама Вани
- 2022 — Союз Спасения. Время гнева — императрица, супруга Александра I Елизавета Алексеевна
- 2023 — Кентавр — мать мажора
- 2023 — Мафия — дело семейное — Марина, мать Павла
- 2024 — «Радар» — фантастический сериал[4]. По повести А. Мирера «Главный полдень». Режиссёр-постановщик Константин Смирнов.

## Признания и награды
- 1993 — обладательница премии им. B. Высоцкого за роль Кэдди в спектакле «Шум и ярость»
- 1996 — специальный приз лучшей молодой актрисе театрального фестиваля «Контакт-96» в Польше (спектакль «Таня-Таня»)
- 2000 — премия «Чайка-2000» в номинации «Некоторые любят погорячее» (дуэт с Ильей Любимовым в спектакле «Семейное счастие»)
- 2001 — премия К. C. Станиславского 2001 г. за лучшую женскую роль в спектакле «Семейное счастие»
- 2001 — лауреат Государственной премии России
- 2004 — лауреат театральной премии «Чайка» в номинации «Синхронное плавание» — за актёрский ансамбль спектакля «Три сестры»